# Municipio de Owen (condado de Warrick)
El municipio de Owen (en inglés: Owen Township) es un municipio ubicado en el condado de Warrick en el estado estadounidense de Indiana. En el año 2010 tenía una población de 611 habitantes y una densidad poblacional de 9,26 personas por km².

## Geografía
El municipio de Owen se encuentra ubicado en las coordenadas 38°9′4″N 87°11′0″O / 38.15111, -87.18333. Según la Oficina del Censo de los Estados Unidos, el municipio tiene una superficie total de 66 km², de la cual 64,98 km² corresponden a tierra firme y (1,55 %) 1,02 km² es agua.

## Demografía
Según el censo de 2010, había 611 personas residiendo en el municipio de Owen. La densidad de población era de 9,26 hab./km². De los 611 habitantes, el municipio de Owen estaba compuesto por el 98,2 % blancos, el 0,33 % eran afroamericanos, el 1,31 % eran asiáticos y el 0,16 % eran de una mezcla de razas. Del total de la población el 0 % eran hispanos o latinos de cualquier raza.